# Còmic fantàstic
El còmic fantàstic és un dels gèneres de ficció en què pot dividir-se la producció de còmics. A pesar que la fantasia és present a molts altres gèneres de còmic i, en la seva concepció més àmplia, pot abastar el còmic de ciència-ficció i el de terror, el més habitual és concedir-los una entitat diferent. En termes generals, pot afirmar-se que el còmic és un mitjà especialment propici per al gènere fantàstic, atès que l'"absoluta llibertat del llapis davant la pàgina en blanc dona a l'artista la capacitat de proposar el més delirant dels mons possibles amb l'únic límit de la seva imaginació".

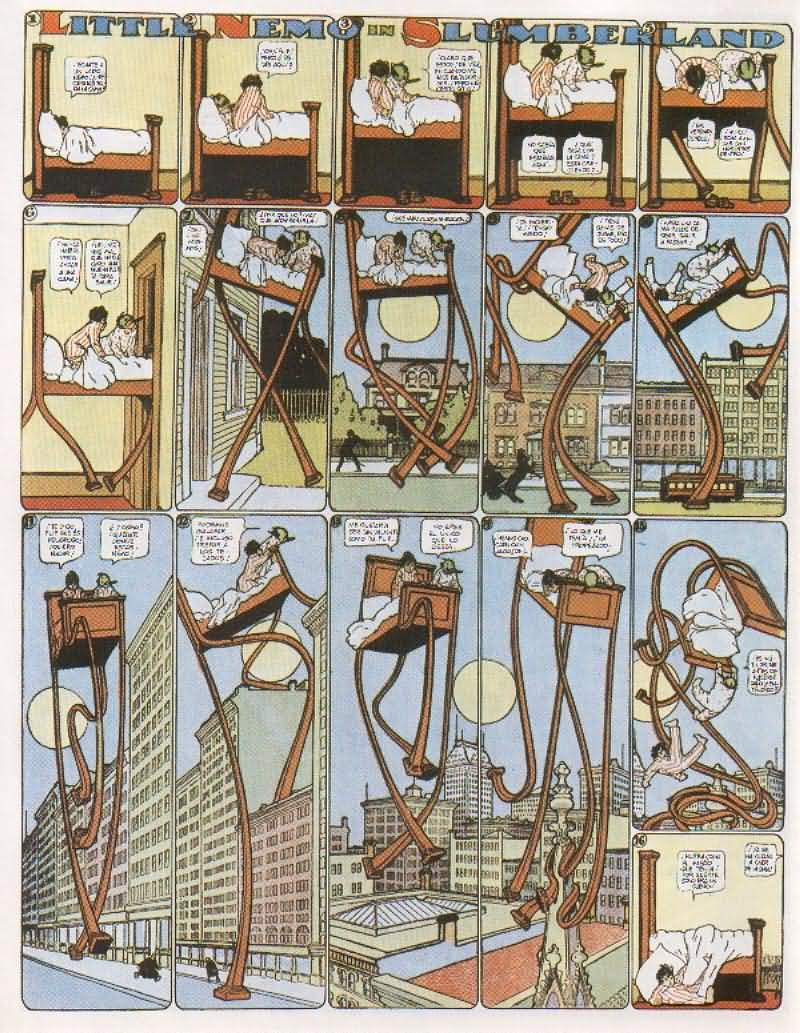
Pàgina de Little Nemo in Slumberland (1905).

## Característiques

### Temàtiques
- El relat pot desenvolupar-se en un món real en el qual es presenten un o diversos elements sobrenaturals que escapen al sistema racional de comprensió. Aquest element es relaciona generalment amb la màgia, diverses mitologies, o el son, generant en aquest últim cas historietes entrocables amb el surrealisme. Si aquest element suposa una amenaça per a la comunitat ens trobaríem davant d'un còmic de terror.
- El relat pot transcórrer també en algun món o país directament màgic o meravellós. Quant estan relacionats amb els contes de fades, la trama central pot relacionar-se amb recobrar la pau i el benestar del món o país màgic de les mans d'un ésser maligne, donant lloc llavors a moralitats de forma fantàstica. Quant estan relacionats amb la fantasia heroica o el cicle arturià, s'assemblen més a les antigues epopeies en les quals l'heroi s'enfronta a les forces del mal, representades per monstres (dracs, etc.), o personatges malignes (mags, bruixes, etc.) i les derroti.

### Formals
- La simple presència d'animals parlants no humans no implica l'adscripció al gènere fantàstic, si no afecten la naturalesa del relat, podent aquests ser els protagonistes de historietes còmiques o d'aventures .
- El color, o la seva absència, sol ser un element destacat.

## Història

### Orígens (1905-1949)
Winsor McCay, pioner en tot, mostra els dos costats de l'oníric, el positiu i el negatiu, en dues sèries de principis del segle passat: Little Nemo in Slumberland (1905-1913) i Dreams of a Rarebit Fiend (1904-1915), respectivament. Altres sèries de temàtica fantàstica d'aquesta època són The Upside Downs (1903) de Gustave Verbeek, organitzada en pàgines que componien la història primer del dret per continuar l'inrevés en invertir la pàgina, i Kinder Kids i Wee Willis Winkies World (1906) del pintor, membre fundador i professor de l'Escola de la Bauhaus Lyonel Feininger en les que inauguraria l'ús no-naturalista del color i incorporaria al còmic l'antropomorfización dels personatges no humans.
Mandrake the Magician (1934) de Lee Falk i Phil Davis era un consumat mag del món de l'espectacle que lluitava contra el crim.

### La postguerra (1950-1969)
Una prehistòria mítica va aparèixer en les sèries de Manuel Gago, Purk, "el hombre de piedra" (1950), Piel de Lobo (1959) i Castor (1962).
Una sèri destacada dels Estats Units va ser Tals of the Mysterious Traveler (1956) de Steve Ditko. Aquest mateix autor, amb Stan Lee van crear al Dr. Strange (1963) i el van recuperar pel seu univers superheroic. Lee amb Jack Kirby van crear un nou Ka-Zar a la sèrie The X-Men situant-lo a un lloc de l'Antàrtida en que encara hi havia dinosaures (1965).
Els argentins Héctor G. Oesterheld i Alberto Breccia van crear junts Mort Cinder (1962).
A la revista Pilote, el protagonista de la sèrie Philémon (1965) de Fred viu a cavall entre el món real i un món imaginari, mentre que Submerman (1967) de Jacques Lob i Georges Pichard ho fa en el fons del mar. En l'altra gran revista franco-belga, Tintín es publica a partir de 1968 Olivier Rameau de clar parentiu amb "el non sense de Lewis Carroll", obra del guionista Greg i el dibuixant Dany.
Philippe Druillet va revolucionar el còmic dels seixanta amb Le mystère des abîmes (1966), primera part de la seva sèrie Lone Sloane.

### L'auge de la fantasia heroica (1970-1983)
A partir d'1970, es produeix un gran auge de la fantasia heroica gràcies a l'èxit de l'adaptació de Marvel Comics de Conan el Bàrbar. Aquest personatge, creat el 1932, per Robert E. Howard va ser adaptat, de la mà del guionista Roy Thomas i el dibuixant Barry Windsor-Smith, al que més tard substituiria John Buscema a la sèrie Conan the Barbarian. La pròpia Marvel havia recuperat al 1971 el personatge de Kull, també creació de Howard; després vindrien Red Sonja (1973), adaptada lliurement per Thomas d'un relat de Howard i les sèries Savage Sword of Conan (1974) i King Conan (1980), mentre Archie Goodwin i Gil Kane experimentaven nous formats amb Blackmark (1971) i els espanyols Esteban Maroto i Víctor de la Fuente donaven curs a Dax, the Warrior (1971) i Haxtur (1973), respectivament.
Al Japó, es desenvolupa al mateix temps un altre subgènere conegut com a Mahō Shōjo, en el qual la protagonista, una nena o adolescent, disposa d'algun objecte màgic o poder especial amb el que ha de salvar el món o combatre criatures malignes (generalment vingudes d'un altre món o univers), al mateix temps que brega amb els problemes derivats del col·legi o el primer amor. Tracten a més de no mostrar els seus poders davant dels altres i compten amb l'ajuda de petites mascotes parlants. Himitsu no Akko-chan (ひみつのアッコちゃん) (1962) és considerada com la primera obra d'aquest subgènere, del que en aquesta dècada trobem sèries com Fushigi na Merumo (ふしぎなメルモ) (1970), popularitzada en anglès com Marvelous Melmo, del mestre Osamu Tezuka, o (花の子ルンルン), coneguda a Espanya com El misterio de la flor mágica o Lulú, la chica de las flores (1979) de Shiro Jinbo.
A Europa, en un mateix to juvenil, guionistes com Yvan Delporte i el dibuixant Will produiran la sèrie Isabel des de 1972. A França, el grup Humanoides Associats (1974) va presentar una alternativa a la fantasia heroica nord-americana, destacant sobretot Moebius, qui va publicar a l'any següent Arzach a Métal Hurlant. en la mateixa revista, Richard Corben va narrar des de 1977 les aventures de Den, un enginyer de l'època actual que es trasllada a un món de violència i grans aventures, convertit en un heroi musculós.
Poc després DC Comics publica Warlord (1975) de Mike Grell.
Altres relats de fantasia heroica d'aquests anys són Elfquest (1978) de Richard i Wendi Pini, Zephyd (1978) de C. S. Cidoncha i Alfonso Azpiri i amb sensuals protagonistes femenines, Ghita de Alizarr (1979) de Frank Thorne i Marada, the She-Wolf (1982) de Chris Claremont i John Bolton.
Més vinculades al surrealisme estan Tales Of Peter Hypnos (1976) de Josep Maria Beà i Les puertitas del Sr. López (1979), de Carlos Trillo i Horacio Altuna, que retrata com l'oficinista López escapa a un món fantàstic a través de la porta de qualsevol bany, Silencio (1978) de Didier Comes i Rork (1978) de  Andreas
El català Vicente Segrelles situa El Mercenario (1980), publicat a la revista Cimoc, en una vall amagada, plena de dracs voladors, reptils gegants, monstres, amazones i altres temes de fantasia heroica.
Percevan (1981) de Jean Léturgie i Philippe Luguy es desenvolupa en un món medieval on la màgia i els éssers fantàstics són habituals. Un any després, Loisel i Le Tendre inicien la sèrie La Quête de l'oiseau du temps (La recerca del ocell del temps) i el 1983, Alejandro Jodorowsky Les aventures de Alef-Thau, primer amb el dibuixant Arno i després amb A l'Covial.
Al Regne Unit es publica Sláine (1983) dins la revista 2000 AD, escrites per Pat Mills i amb diferents dibuixants.

### Últims anys (1983-present)
Les Cités obscures, (Les Ciutats fosques) de Benoît Peeters i François Schuiten s'inicia el 1983. El mallorquí Pere Joan publica La Lluvia Blanca (1984) a la revista Cairo.
El manga Saint Seiya (1986) se centra en la història d'un grup de joves guerrers que lluiten per protegir la deessa grega Atenea de les forces del mal. Per lluitar, utilitzen la seva energia interior (denominada cosmos), els seus punys i armadures que els serveixen de protecció i que a més estan inspirades en constel·lacions o éssers de la mitologia grega.
DC publica The Sandman (1989) de Neil Gaiman, una obra que comença com un còmic de terror i evoluciona cap al gènere fantàstic, incorporant elements de la mitologia.
Altres obres de final de segle XX són Complainte des landes perdues (1993) de Jean Dufaux i Grzegorz Rosinski; El Lama blanco (1993-1998) d'Alejandro Jodorowsky i Georges Bess; Les Aventures de Jérôme Moucherot, publicat a Espanya com Jerónimo Puchero (1994) de François Boucq; Lanfeust de Troy de Christophe Arleston i Didier Tarquin (1994-2000) que ha donat origen a moltes altres sèries derivades com Lanfeust des Étoiles o Trolls de Troy; El ciclo de Irati (1995) de Juan Luis Landa; Donjon (1998) creada por Lewis Trondheim i Joann Sfar narra les aventures d'uns animals antropomòrfics en un món anomenat Terra Amata i Midnight Nation (2000) de J. M. Straczynski i Gary Frank.
Del segle XXI es Fables (2003) creada i escrita per Bill Willingham amb dibuixos principalment de Mark Buckingham, que ens presenta als personatges clàssics dels contes de fades i el folklore popular en unes situacions molt diferents a les dels seus contes originals, per exemple es presenta a una Blancaneus divorciada del Príncep Blau a causa de les infidelitats d'aquest últim, o a un llop ferotge, que no està només reformat, sinó que ara té aparença humana i serveix com a xèrif a la comunitat de Fabletown.
Servitud (2006) escrita per Fabrice David i dibuixada i acolorida per Eric Bourgier narra la història d'un món imaginari poblat per humans i criatures màgiques com els dracs.